# Puddle
Puddle (littéralement « Flaque ») est un jeu vidéo développé par Neko Entertainment et conçu par six étudiants de l'ENJMIN. Le joueur y incarne une flaque de liquide qui doit parcourir différents niveaux en inclinant le décor et en surmontant divers obstacles. Plusieurs types de liquides sont disponibles tels que le café, l'eau, le désherbant ou la nitroglycérine et ils possèdent chacun leurs atouts/faiblesses particulières. Depuis l'année 2013, le jeu est disponible sur iOS et Android.

## Développement
Six étudiants de l'ENJMIN ont décidé de créer un jeu basé sur la physique, consistant à guider un liquide d'un bout à l'autre du niveau. Conçu en 2009, le titre a été présenté à l'Independent Games Festival 2010, où il a figuré parmi les 10 finalistes du Student Showcase. Cette performance a attiré l'attention du studio français Neko Entertainment qui a proposé aux étudiants de les aider à terminer ce qui n'était que l'ébauche d'un jeu prometteur mis à disposition gratuitement sur PC. Le jeu est désormais disponible sur Steam pour la somme de 8,99 €, ainsi que sur iOS et Android pour 5,99$.

## Système de jeu
Puddle est doté d'un système de jeu simpliste. Le joueur peut - grâce aux boutons droite et gauche du clavier ou de la console -, incliner l'intégralité du décor d'un côté ou de l'autre. Grâce à cette mécanique de jeu, le joueur peut faire traverser les différents niveaux en guidant le liquide et en évitant divers pièges et obstacles tels que des crevasses, des plantes carnivores, des flammes ou bien, dans le cas de la nitroglycérine, des chocs trop violents.
La simplicité apparente du système de jeu n'empêche pas au jeu d'offrir des niveaux complexes et une longue durée de vie.

## Univers
Puddle possède de nombreux niveaux différents et variés qui font voyager le joueur dans les égouts, dans la forêt, dans une usine chimique, et même dans le corps humain. Ces différents niveaux possèdent des liquides attribués : dans les égouts, on utilisera du café puis de l'eau, dans la forêt de l'engrais et du désherbant, dans l'usine, différents produits chimiques (comme la nitroglycérine) et dans le corps humain, différents fluides (tels que le sang).
Un niveau caché est disponible lors du générique de fin du jeu. Pour y accéder il faut utiliser une combinaison de touches spéciales durant le générique de fin de jeu, qui dépend de la console utilisée :
- PlayStation 3, PlayStation Vita : Croix, Croix, Carré, Rond, Rond, Rond, Triangle.
- Xbox 360 : A, A, X, B, B, B, Y .
- PC : ?

## Accueil
Puddle fut globalement apprécié des médias et des utilisateurs, notamment en raison de son univers "original et varié", de sa durée de vie plus qu'acceptable,, de ses graphismes "très travaillés" possédant leurs "propre personnalité" et de sa jouabilité "simple" mais " sublimé par un moteur physique remarquable". Sont reprochés à Puddle quelques "problèmes de fluidité", ainsi que sa difficulté.